# Смєлова Віра Григорівна
Ві́ра Григо́рівна Смєло́ва (1939, смт Петрове) — радянська та українська тренерка з плавання, громадська діячка. Заслужений тренер СРСР, заслужений тренер України з плавання, заслужений працівник фізичної культури, відмінник народної освіти.

## Біографічні відомості
Закінчила Львівський державний інститут фізичної культури і спорту. Працювала старшою тренеркою збірної з плавання СРСР. Підготувала двох олімпійських чемпіонів — Сергія Фесенка та Олександра Сидоренка (1980), десятки майстрів спорту та майстрів міжнародного класу, чимало спортсменів-розрядників. Повернулася в Петрове в 1990 році, де очолила районний спортивний комітет. Багато зусиль доклала до відкриття дитячої спортивної школи, яку очолює донині.
Бере активну участь у громадському житті району. Почесний громадянин Петрового (2001).